# جائزة فرنسا الكبرى للدراجات النارية 1977
جائزة فرنسا الكبرى للدراجات النارية 1977 هو سباق دراجات نارية أقيم بتاريخ 29 مايو 1977. كان الجولة السادسة من أصل 13 في سباق الجائزة الكبرى للدراجات النارية موسم 1977. فاز البريطاني باري شين بفئة 500 سي سي بينما جاء الإيطالي جياكومو أغوستيني في المركز الثاني وحصل على المركز الثالث الأمريكي ستيف بيكر.

## وصلات خارجية
- الموقع الرسمي